# کالری‌متر

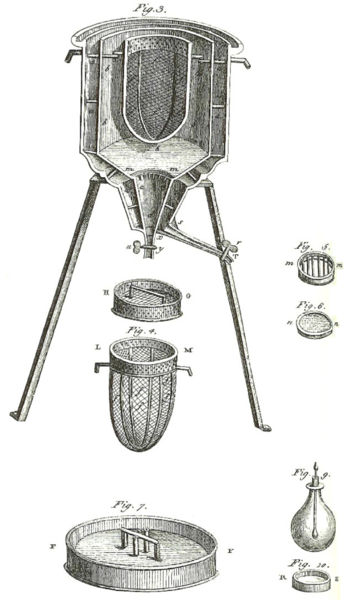
اولین کالریمتر که در زمستان سال ۱۷۸۲–۸۳ توسط آنتوان لاووازیه و پیر لاپلاس برای تعین گرمای واکنش شیمیایی استفاده شد.

گرماسنج یا کالُری‌مِتر (به انگلیسی: Calorimeter) دستگاهی است که برای گرماسنجی، اندازه‌گیری دمای واکنش‌های شیمیایی و تغییرات فیزیکی و همچنین ظرفیت گرمایی ویژه از آن استفاده می‌شود. ریشه واژه کالریمتر لغت لاتین کالر به معنی گرماست. کالریمترهای اسکن تفاضلی، کالریمترهای ایزوترمال (هم دما)، کالریمترهای سنجش حجمی (تیتراسیون) و کالریمترهای افزایش دهنده آهنگ واکنش از معمول‌ترین انواع کالری‌مترها هستند. کالریمترهای ساده تنها متشکل از یک دماسنج متصل به ظرف فلزی پر از آب است که در بالای محفظه احتراق قرار دارد.
برای پیدا کردن آنتالپی تغییرات هر مول ماده A در واکنش با B، مایعات به داخل کالریمتر ریخته شده و دمای اولیه و پایانی (پس از پایان واکنش) را یادداشت می‌کنیم. ضرب تغییرات دما با جرم و ظرفیت گرمای ویژه مایع به ما میزان انرژی خارج شده در طول واکنش (با فرض گرمازا بودن واکنش) را می‌دهد. تقسیم تغییرات انرژی به تعداد مولها X که در واکنش حضور داشتند به ما تغییرات آنتالپی واکنش را می‌دهد. از این شیوه در آموزشهای اولیه آکادمیک برای توصیف تئوری گرماسنجی استفاده می‌شود. میزان گرمایی که توسط محفظه از بین می‌رود یا ظرفیت گرمای ترمومتر و محفظه آن را در نظر نمی‌گیرند. به علاوه، شئ ای که در داخل کالریمتر قرار می‌گیرد انتقال گرمای شی به کالریمتر و به مایع و گرمای جذب شده از کالریمتر و مایع برابر با گرمای داده شده از فلز است را نشان می‌دهد.

## گرماسنج بمبی
بمب گرماسنج وسیله ایی برای اندازه‌گیری مقدار انرژی آزاد شده از سوختن نمونه‌های مورد نظر است برای استفاده از این وسیله
- ۱-نمونه ایی از مادهٔ واکنش دهنده با وزن مشخص درون فنجانک بمب قرار داده شده و سپس با گاز اکسیژن تحت فشار پر می‌شود
- ۲-بمب در مقدار معینی آب که در که در یک مخزن عایق کاری شده قرار دارد گذاشته می‌شود در این مرحله دمای آغازین {\displaystyle T_{1}} یادداشت شده سپس با گرم کردن سسیم افروزش که داخل نمونه قرار دارد واکنش سوختن آغاز می‌شود گرمای حاصل از واکنش به وسیله گرماسنج و محتویات آن (آب) جذب می‌شود و پس از پایان واکنش دمای نهایی {\displaystyle T_{2}} را یادداشت می‌کنیم گرمای جذب یا آزاد شده توسط واکنش با رابطهٔ زیر به‌دست می‌آید
- Q={\displaystyle C_{t}}({\displaystyle T_{2}}-{\displaystyle T_{1}})۱
- {\displaystyle C_{t}} از رابطهٔ زیر به‌دست می‌آید
- {\displaystyle C_{t}}={\displaystyle C_{w}}+{\displaystyle C_{m}}
- ظرفیت گرمایی ویژه آب={\displaystyle C_{w}}
- ظرفیت گرمایی ویژه دستگاه={\displaystyle C_{m}}[۱]